# Решение № 172 на Върховния съд
Решение № 172 на Върховния съд на България е прието на 26 август 1996 година. С него се отменят изцяло присъдите, издадени от Първи състав на т.нар. Народен съд на регентите, министрите от правителствата на Богдан Филов, Добри Божилов, Иван Багрянов и Константин Муравиев (15 февруари 1940 – 9 септември 1944) и царските съветници. Заедно с Решение № 243 на Върховния съд от 12 април 1996 г., отменило присъдите на 124 от общо 126 осъдени лица и признало ги за невинни, тези две решения отменят присъдите на регентите, министрите от 56-ото до 60-ото правителство на България, царските съветници и депутатите от XXV ОНС, както и на военни лица. Според съда е налице явна необоснованост на съдебния акт поради обективна и субективна несъставомерност на деянията, описани в съответния обвинителен акт, или поради това, че фактическите положения, приети за установени от съда, очевидно не се подкрепят от доказателствата по делото. В тази му част проверяваните съдебни актове следва да бъде отменен, поради допуснати особени съществени нарушения по смисъла на чл. 356 във връзка с чл. 328, т. 4 НПК, а при наличието на основанията по чл. 336 НПК във връзка с чл. 358, ал. 4 НПК подсъдимите трябва да бъдат признати за невинни и оправдани по предявеното им обвинение. Подсъдими по процеса са общо 51 души.

## Отменени присъди[4]
- Константин Муравиев – министър-председател, осъден на смърт
- Добри Божилов – министър-председател, осъден на смърт
- Иван Багрянов – министър-председател, осъден на смърт
- Богдан Филов, министър-председател, осъден на смърт
- Петър Габровски – министър, осъден на смърт
- Дочо Христов – министър, осъден задочно на смърт, открит впоследствие и екзекутиран
- Васил Митаков – министър, осъден на смърт
- Атанас Буров – министър, осъден на 1 година затвор
- Кирил Преславски – царски регент, осъден на смърт
- Никола Михов – министър, генерал-лейтенант, осъден на смърт
- Иван Бешков – министър, осъден на смърт
- Никола Захариев – министър, осъден на смърт
- Иван Горанов – министър, осъден на смърт
- Борис Колчев – министър, осъден на смърт
- Димитър Василев – министър, осъден на смърт
- Борис Йоцов – министър, осъден на смърт
- Теодоси Даскалов – министър, осъден на смърт
- Димитър Кушев – министър, осъден на смърт
- Христо Петров – министър, осъден на смърт
- Руси Русев – министър, генерал от артилерията, осъден на смърт
- Руси Русев – министър на правосъдието, осъден
- Иван Вазов – министър, осъден на смърт
- Димитър Шишманов – министър, осъден на смърт
- Александър Станишев – министър, осъден на смърт
- Първан Драганов – министър, осъден на смърт
- Александър Сталийски – министър, осъден на смърт, пет милиона лева глоба и конфискация на имуществото
- Константин Лукаш – Началник на Генералния щаб на Българската армия 1941-1944 г., осъден на смърт и разстрелян на 15 март 1945 г.
- Трифон Трифонов – Началник на Генералния щаб на Българската армия 11 май – 6 септември 1944 г., осъден на смърт и разстрелян на 15 март 1945 г.
- Светослав Поменов – началник на канцеларията на двореца, осъден на смърт
- Михаил Арнаудов – министър, осъден на доживотен затвор, глоба 3 млн. лева, конфискация на имуществото, освободен през 1947 г.
- Вергил Димов – министър, осъден на доживотен затвор, освободен през 1955
- Христо Василев – министър, осъден на 25 години затвор, 20 години лишаване от политически права, 1 милион лева глоба и конфискация на имуществото
- Христо Статев – осъден задочно на смърт, министър на земеделието през 1931 и депутат от XXV ОНС[5]
- Александър Гиргинов – министър, осъден на 1 година затвор
- Димитър Савов – осъден на 15 години затвор
- Борис Павлов – министър, осъден на 1 година затвор условно и 1 година лишаване от граждански права, изпратен в Белене през 1946, неизвестна дата на смъртта
- Христо Попов – министър, 1 година затвор условно, умира в Белене през 1952
- Стефан Даскалов – министър, осъден на 1 година затвор условно и 1 година лишаване от граждански права
- Димитър Гичев – бивш министър, 1 година затвор
- Славчо Загоров – осъден задочно на смърт, конфискация на имуществото и лишаване от права.
- Васил Радославов – министър, осъден посмъртно на конфискация на имуществото
- Славейко Василев – министър, осъден посмъртно на конфискация на имуществото
- Иван Попов – министър, осъден посмъртно на конфискация на имуществото
- Любомир Лулчев – царски съветник, осъден на смърт
- Йордан Севов – царски съветник, осъден на смърт
- Павел Груев – началник на дворцовата канцелария, осъден на смърт
- Рафаил Жечев – флигел-адютант, осъден на смърт и разстрелян през 1945 г.
- Петър Костов, легационен съветник в канцеларията на двореца
- Петър Морфов, чиновник в Министерството на външните работи
- Димитър Генчев, чиновник в двореца
- Георги Ханджиев, маршал на двора на цар Борис III
- Станислав Балан, секретар в канцеларията на двореца